# Shiliutan Shuiku
Shiliutan Shuiku (kinesiska: 石榴潭水库) är en reservoar i Kina. Den ligger i provinsen Guangdong, i den södra delen av landet, omkring 290 kilometer öster om provinshuvudstaden Guangzhou. Shiliutan Shuiku ligger 32 meter över havet. Trakten runt Shiliutan Shuiku består till största delen av jordbruksmark.
Genomsnittlig årsnederbörd är 1 870 millimeter. Den regnigaste månaden är maj, med i genomsnitt 421 mm nederbörd, och den torraste är oktober, med 19 mm nederbörd.